# Ray Stannard Baker

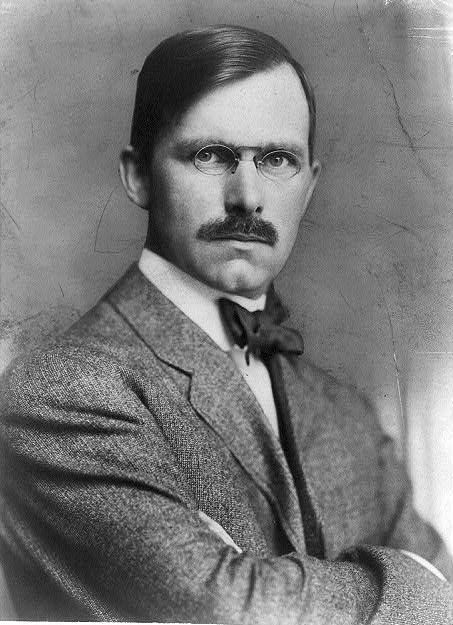
Ray Stannard Baker (um 1910)

Ray Stannard Baker (* 17. April 1870 in Lansing, Michigan; † 12. Juli 1946 in Amherst, Massachusetts) war ein US-amerikanischer Journalist und Schriftsteller, der für seine achtbändige Biografie über US-Präsident Woodrow Wilson 1940 den Pulitzer-Preis erhielt.

## Biografie
Nach dem Schulbesuch studierte er zunächst am East Michigan Agricultural College und schloss dieses 1889 ab. Ein späteres weiteres Studium an der University of Michigan brach er bereits nach einem Semester 1892 ab und begann danach eine Tätigkeit als Journalist bei der Tageszeitung The Chicago Record. Während seiner sechs Jahre bei der Zeitung schrieb er über den Pullman-Streik 1894 von Chicago und den Marsch einer Gruppe von arbeitslosen Männern unter der Führung von Jacob S. Coxey nach Washington 1893, bekannt als die „Coxey Army“. Beide Ereignisse trugen dazu bei, Baker in seinem Glauben an die Notwendigkeit sozialer Reformen zu bestärken.
Im Anschluss gehörte er von 1898 bis 1905 neben Lincoln Steffens und Ida Tarbell bei der Zeitschrift McClure’s Magazine zum Kreis der sogenannten Muckraker, die als Redakteure eine Art frühen Enthüllungsjournalismus betrieben und auf Korruptionsfälle von Politikern und Regierungsangestellten spezialisiert waren. Einer seiner Beiträge war: Railroads On Trial. Darin behandelte er in fünf Teilen von November 1905 – April 1906 die unterschiedlichen Tarife der Eisenbahnen:
- Part I – Railroad Rate, S. 47
- Part II – Railroad Rebates, S. 179
- Part III – Private Car And The Beef Trust, S. 118
- Part IV – Private Cars And The Fruit Industry, S. 398
- Part V – How Railroads Make Public Opinion, S. 435

1906 verließ Baker McClure und gründete zusammen mit den anderen Mitarbeitern, Steffens, Tarbell und dem Editor John Phillips, das für seine aufklärerische Radikalität bekannte American Magazine und schrieb für dieses bis 1915 Artikel.
Seine eigentliche schriftstellerische Tätigkeit begann er 1907 unter seinem Pseudonym „David Grayson“ mit der Veröffentlichung von Adventures in Contentment, einer Sammlung von Essays. Mit diesen Novellen rührte er das Herz von Millionen Lesern und begründete seinen Ruhm als Schriftsteller. Follow the Color Line (1908) war das erste Buch, das sich mit den Problemen der Afroamerikaner beschäftigte.

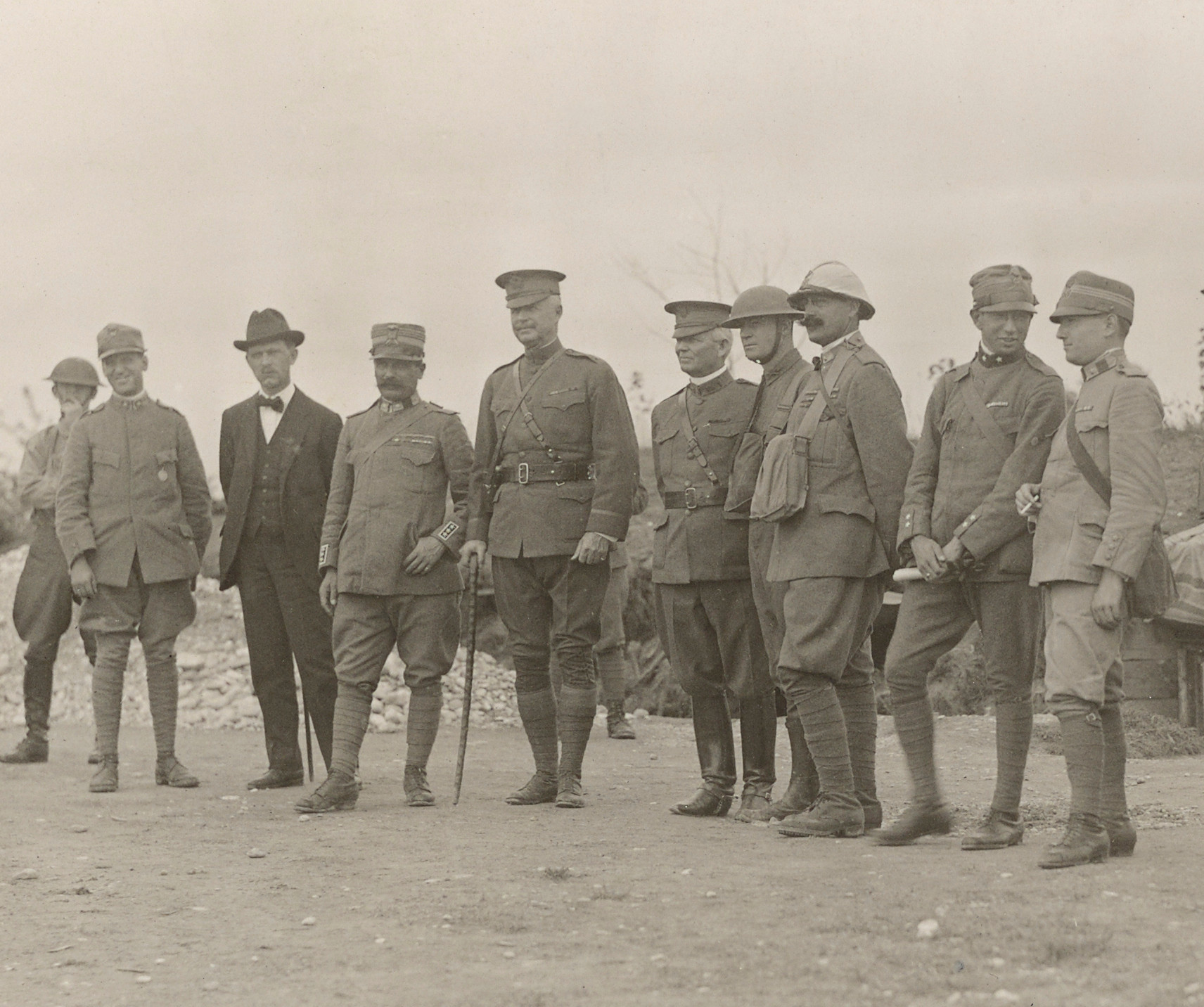
Baker mit Offizieren der Alliierten an der italienischen Front im September 1918.

1910 traf Baker das erste Mal Woodrow Wilson und wurde zunehmend dessen glühender Anhänger, denn er sah in diesem die Person, die soziale Reformen anpacken würde und unterstützte dessen Wahl-Kampagne für die Präsidentschaft. Nach Wilsons Amtsantritt 1912 gehörte Baker zum engeren Freundeskreis. 1918 sandte Präsident Wilson Baker als Sonderbeauftragten des Außenministeriums nach Großbritannien, Frankreich und Italien. Durch diesen Posten traf er Staatsmänner und Führer liberaler Ausrichtung und berichte auch über mögliche revolutionäre Kräfte in diesen Ländern. 1919 nahm Baker an der Friedenskonferenz von Paris als Direktor des Pressebüros der amerikanischen Delegation teil. Diese Aufgabe machte ihn zwangsläufig zum Pressesprecher des Präsidenten und erforderte enge Zusammenarbeit. Diese Verbindung zu Wilson sollte bis zu seinem Lebensende andauern und Baker wurde zu einem starken Verfechter von Wilsons Arbeit als Friedensstifter und besonders des Völkerbundes. In seinem Buch “What Wilson Did at Paris” (1919) und in seiner dreibändigen Ausgabe “Woodrow Wilson and World Settlement” (1922) beschrieb Baker Wilsons Bemühungen für einen dauerhaften Frieden. Baker war auch co-Editor der sechs Bände umfassenden Ausgabe von “The Public Papers of Woodrow Wilson” zusammen mit William E. Dodd, die von 1925 bis 1927 veröffentlicht wurden. Nach Rücktritt von seinem Präsidentenamt ernannte Wilson 1921 Baker zu seinem offizieller Biographen. Dadurch erhielt Baker Zugang zu allen Papieren und ein eigenes Büro. Baker verbrachte 15 Jahre mit dem Schreiben der Biographie. Die ersten beiden Bände “Woodrow Wilson: Life and Letters” erschienen 1927. Für diese umfangreiche Gesamtdarstellung des Lebens und Werks des US-Präsidenten wurde ihm 1940 insbesondere für den siebten und achten Band der Pulitzer-Preis für Biografien verliehen.
Baker verfasste außerdem unter den Titeln Native American (1941) und American Chronicle (1945) seine Memoiren.
Am 1. Januar 1896 heiratete Baker die Tochter seines ehemaligen Biologie-Professors, Jessie Irene Beal. Sie hatten vier Kinder: Alice Beal (Hyde), James Stannard, Roger Denio and Rachel Moore (Napier). 1910 zogen sie nach Amherst, Massachusetts.
Die Michigan State University verlieh ihm 1917 die Ehrendoktorwürde. Seit 1920 war er Mitglied der American Academy of Arts and Letters.

## Werke
- Shop Talks on the Wonders of Crafts. Chicago, 1895
- The Boy’s Book of Inventions: Stories of the Wonders of Modern Science. New York: Doubleday, McClure, 1899
- Our New Prosperity. Doubleday, McClure, New York 1900
- Seen in Germany.  McClure, Phillips, New York 1901
- Boys’ Second Book of Inventions. McClure, Phillips, New York 1903
- Following the Color Line: An Account of Negro Citizenship in the American Democracy. Doubleday, Page, New York 1908
- New Ideals in Healing. Frederick A Stokes, New York 1909
- The Spiritual Unrest. Frederick A Stokes, New York 1910
- What Wilson Did at Paris. New York, 1919
- Woodrow Wilson and World Settlement. (3 vols New York, 1922)
- An American Pioneer in Science: The Life and Service of William James Beal. co-author with Jessie B Baker Amherst, Mass: Privately printed, 1925
- Wilson’s Public Papers. co-author with William Edward Dodd. Harper & Brothers, New York. (6 vol., 1925–26).
- Woodrow Wilson, Life and Letters. 8 vols Garden City, NY: Doubleday, Page, and Doubleday, Doran, 1927–1939
- Native American: The Book of My Youth. New York: Charles Scribner’s Sons, 1941
- American Chronicle: The Autobiography of Ray Stannard Baker. New York: Charles Scribner’s Sons, 1945

## Werke unter „David Grayson“
- Adventures in Contentment Illustrated by Thomas Fogarty New York: Doubleday, Page, 1907
- Adventures in Friendship. Illustrated by Thomas Fogarty New York: Doubleday, Page, 1910
- The Philosophy of the Soul Country Life in America XIX (Mar 15, 1911): 387-388
- The Friendly Road: New Adventures in ContentmentIllustrated by Thomas Fogarty New York: Doubleday, Page, 1913
- Hempfield: An American Novel Illustrated by Thomas Fogarty New York: Doubleday, Page, 1915
- Great Possessions: A New Series of Adventures. Illustrated by Thomas Fogarty New York: Doubleday, Page, 1917
- How David Grayson Feels About the War in: American, LXXXV (May, 1918): 24-25+
- Adventures in Understanding. Illustrated by Thomas Fogarty New York: Doubleday, Page, 1925
- Adventures in Solitude. Illustrated by David Hendrickson New York: Doubleday, Doran, 1931
- The Well Flavored Earth in: Reader’s Digest XXIV (June 1934): 102-104
- Pet Economies Reader’s Digest XXV (Jan 1935): 62
- The Countryman’s Year. Illustrated by Thomas Fogarty New York: Doubleday, Doran, 1936
- Spring is in the Air, in: Reader’s Digest XXXVII (May 1940): 116-118
- The Man in The Glass Cage, in: Reader’s Digest Reader (New York, 1940)
- My Unexpected Harvest, in: Reader’s Digest XXXVIII (May 1941): 137-139
- Under My Elm: Country Discoveries and Reflections. Illustrated by David Hendrickson New York: Doubleday, Doran, 1942
- Full Reward of Labor. In: Coronet, 27 (Dec 1949): 113
- The Power of Love. In: Coronet, 27 (Jan. 1950): 31
- The Majesty of Genius. In: Coronet, 28 (Mar 1950): 47
- Bücher von Ray Stannard Baker (und Pseudonym David Grayson) im Internet Archive